# ستانلي فيلدز (ممثل)
ستانلي فيلدز (بالإنجليزية: Stanley Fields)‏ مواليد 20 مايو 1883 في بنسيلفانيا، الولايات المتحدة - الوفاة 23 أبريل 1941 في لوس أنجلوس، هو ممثل أمريكي بدأ مسيرته الفنية سنة 1929.

## الأعمال
- سيمارون
- تمرد على السفينة باونتي
- طريق الخروج من الغرب

## روابط خارجية
- ستانلي فيلدز على موقع IMDb (الإنجليزية)
- ستانلي فيلدز على موقع ألو سيني (الفرنسية)
- ستانلي فيلدز على موقع تيرنر كلاسيك موفيز (الإنجليزية)
- ستانلي فيلدز على موقع أول موفي (الإنجليزية)
- ستانلي فيلدز على موقع قاعدة بيانات برودواي على الإنترنت (الإنجليزية)
- ستانلي فيلدز على موقع قاعدة بيانات الأفلام السويدية (السويدية)
- ستانلي فيلدز على موقع إن إن دي بي (الإنجليزية)
- ستانلي فيلدز على موقع قاعدة بيانات الفيلم (الإنجليزية)
- ستانلي فيلدز على موقع كينوبويسك (الروسية)